# Ignasi Blanch i Gisbert
Ignasi Blanch (Roquetes, 1964) és un il·lustrador català. Llicenciat en Belles Arts per la Universitat de Barcelona, va viure tres anys a Berlín on s'especialitzà en tècniques d'impressió i gravat al centre Künstlerhaus Bethanien amb l'ajuda de dues beques CIRIT de la Generalitat de Catalunya.

## Biografia
Resident a Berlín quan va caure el mur de Berlín, fou escollit com a únic representant d'Espanya en el projecte internacional East Side Gallery.
L'any 2000, el Consolat alemany, la Diputació de Tarragona i l'Ajuntament de Roquetes (Tarragona) van tenir la iniciativa de reproduir, a escala real, la seva pintura “Parlo d'amor” del projecte East Side Gallery, a l'entrada de l'Observatori de l'Ebre a Roquetes. Actualment treballa com a il·lustrador per a diverses editorials i també participa en exposicions i sessions didàctiques al Saló del Llibre Infantil i Juvenil de Saarbrücken, (Alemanya) des de l'any 2001.
És el coordinador de l'especialitat d'il·lustració a "L'Escola de la Dona-Espai Francesca Bonnemaison” de la Diputació de Barcelona, (Premi Junceda d'Honor 2005).
Realitza xerrades, tallers i sessions didàctiques sobre estil, lectura d'imatge i il·lustració per a escoles, biblioteques, salons del llibre i associacions vinculades al món de la literatura infantil i la il·lustració, com a l'Ateneu de Barcelona i Arteleku a Sant Sebastià.

## Projecte als hospitals
El 2013, Ignasi Blanch va dirigir el projecte Centres mèdics il·lustrats. Una proposta de l' Institut Català de la Salut i de la Diputació de Barcelona, per decorar totes les consultes, sales d'espera i passadissos de 2 plantes de pediatria dels Caps de la Guineueta i el Besòs. Trenta-cinc il·lustradors (tots alumnes i antics alumnes de l'Ignasi Blanch a l'Escola de la dona), han pintat i han dibuixat directament.
Un projecte que ja va iniciar el 2005 amb el projecte Humanitzem els hospitals pintant 4 plantes de l'hospital matern infantil de la Vall d'Hebron amb 50 alumnes seus i que segueix en actiu el 2014. Al 2015 va pintar la planta de maternitat de l'Hospital Verge de la Cinta de Tortosa amb il·lustradors de les Terres de l'Ebre, tots alumnes seus.
Al 2018 ha coordinat el projecte a l'hospital de Palamós i al CAP de Palafrugell amb més de 90 il·lustradors, alguns seus a l'Escola de la Dona.
Al 2018 ha publicat un llibre amb l'actriu Olivia Newton-John, LIV On. Un treball conjunt que ha donat com a resultat un llibre en benefici de la recerca contra el càncer i en benefici de la investigació d'aquesta malaltia. Gràcies a l'empresa HP també ha creat una exposició de les il·lustracions d'aquest llibre que s'han presentat a Sant Cugat, a la seu de l'empresa. Està previst presentar aquesta mateixa exposició a l'hospital Olivia Newton-John Cancer Wellness & Research Centre de Melbourne (Austràlia).
També al 2018 ha treballat conjuntament amb l'actriu Myriam Mézières per a publicar el llibre El sol tiene una cita con la luna. Editat per Chapiteau 2.3. Al 2019 es publica El Riu, poema del poeta tortosí Gerard Vergés, il·lustrat per Ignasi Blanch i editat per Onada edicions.

## Premis i reconeixements
- Seleccionat a la Biennal de Bratislava 2009 amb les il·lustracions de l'àlbum «Alícia i el País de Meravelles».Text de l'Àngel Burgas. Editorial La Galera. Barcelona, 2008.[11]
- Premi Llibreter d'Àlbum Il·lustrat 2008 pel llibre "Fill de rojo". Text de Joan Portell. Editorial Tantàgora. Barcelona, 2008.[12]
- Premi Crítica Serra d'Or per l'àlbum il·lustrat «Vull una corona». Text de Raimon Portell. Editorial La Galera. Barcelona, 2005. Premi Crítica Serra d'Or de Literatura Infantil i Juvenil

## Projectes
L'Ignasi Blanch va coordinar del projecte “Humanitzem els hospitals” conjuntament amb l'associació AACIC (Associació d'ajuda als afectats per cardiopaties infantils de Catalunya). Un projecte per facilitar el procés d'hospitalització dels nens i la relació que s'estableix entre infants, famílies i metges, decorant totes les habitacions de 4 plantes infantils de l'Hospital de la Vall d'Hebron, amb dibuixos. Cinquanta joves il·lustradors (tots alumnes i antics alumnes de l'Ignasi Blanch), van pintar directament als sostres de les habitacions, parets i passadisos. El 2013, Ignasi Blanch dirigeix el projecte “Centres mèdics il·lustrats”. Una proposta de l'Institut Català de la Salut (àmbit d'atenció primària de Barcelona Ciutat) i de l'àrea d'atenció a les persones de la Diputació de Barcelona, per decorar totes les consultes, sales d'espera i passadissos de 2 plantes de pediatria dels Caps de la Guineueta i el Besòs. Trenta-cinc il·lustradors (tots alumnes i antics alumnes de l'Escola de la Dona, de l'Ignasi Blanch), dibuixen i pinten directament.
Projecte Saarbrücken Buchmesse: Des de l'any 2001 participa en exposicions i sessions didàctiques al Saló del Llibre Infantil i Juvenil de Saarbrücken, Alemanya i organitza l'estand de les editorials de l'Estat espanyol.
Fins ara l'han acompanyat els autors Àngel Burgas, Miguel Larrea, Jordi Sierra i Fabra, Laura Gallego i els il·lustradors Maria Rius, Federico Delicado i Jokin Michelena. Al maig de 2007, va participar en l'exposició col·lectiva “Fantastisch” presentant les il·lustracions del llibre “Alice and Wunderland”. Una mostra amb il·lustradors de diversos països com Roberto Innocenti, Carl Cneut, Henriette Sauvant i Ivan Gantschev amb motiu del 7è Saló del Llibre Infantil i Juvenil a Saarbrücken (Alemanya).
El 2010 il·lustra el cartell i és el comisari de la mostra d'il·lustradors de l'Estat espanyol per al saló de literatura infantil i juvenil alemany en la seva 10a edició. Al maig de 2011 participa en el Saló acompanyat per l'autor Àngel Burgas i quatre alumnes d'il·lustració de l'Ignasi formen part de la mostra "Gemalte Gedichte" a la Galerie K4 de la ciutat. El 2012, Ignasi participa en l'exposició internacional "Märchenhaft" a la mateixa galeria conjuntament amb els il·lustradors Benjamin Lacombe i Roberto Mattotti. Al setembre del 2010 va assistir com il·lustrador convidat per la Fundació "Jordi Sierra i Fabra", l'Ajuntament de Medellín i el Ministerio de cultura amb motiu del "XVIII Juego Literario de Medellín". També van estar convidats l'escriptor i editor Antonio Ventura i l'escriptor Fernando Lalana. Conjuntament amb A. Ventura van oferir un seguit de xerrades per il·lustradors, a la Universitat Javeriana, i a les llibreries "La casa Tomada" i "Babel" de Bogotà.
L'agost de 2011, va tornar a viatjar a Colòmbia amb l'escriptor Àngel Burgas. Amb l'Àngel van realitzar xerrades per a promotors de lectura de la ciutat i van visitar la Fundació Faro a Jericó. A Medellin, Ignasi, hi va estar un mes, per a impartir cursos d'il·lustració als joves il·lustradors de la ciutat i xerrades per a educadors. Al setembre de 2012, torna a Medellín per a participar en el Juego Literario de la ciutat i en el Seminari de Literatura. Al 2016 és l'il·lustrador del cartell de la XXI Festa del Renaixement de Tortosa.Al 2023 va ser l'artista encarregat de dissenyar la imatge de la commemoració del 400 aniversari de la mort de Vicent Garcia, Rector de Vallfogona.